# 甘泉镇 (鞍山市)
甘泉镇，是中华人民共和国辽宁省鞍山市千山区下辖的一个乡镇级行政单位。

## 行政区划
甘泉镇下辖以下地区：
三泉社区、蔡家堡村、向阳寨村、玉白庄村、三台沟村、双庙子村、双台子村、甘泉村、苏马台村、管饭寺村、杨相屯村、邓家台村、英城子村、邬家洼村和于家沟村。